# 티타노보아
티타노보아(Titanoboa, (/ˌttənəˈboʊə/)는  팔레오세 후기(약 6천 ~ 5천 8백만 년)에 살았던 거대한 뱀이다.

## 발견과 특징

인간과의 크기 비교. 보라색이 티타노보아, 파란색이 팔라이오피스, 붉은색이 기간토피스, 연두색이 그물무늬비단뱀, 짙은 녹색이 그린아나콘다이다.

티타노보아의 화석은 2009년 콜롬비아 라과히라 주의 탄광의 세레존 지층에서 28개의
화석이 발견되었다. 이 발견이 있기 전까지는 남아메리카 대륙에서 팔레오기의 척추동물 화석이 발견된 적이 거의 없었다. 화석을 발견한 연구진은 플로리다 대학교의 고생물학자 조너선 블로흐와 파나마의 스미스소니언 열대연구소 소속의 고식물학자 카를로스 자라밀로가 이끄는 국제적인 과학자들로 이루어져 있었다.
티타노보아의 화석화된 추절흔을 현존하는 뱀과 비교한 결과, 연구자들은 발견된 티타노보아 중 가장 큰 개체의 몸길이가 최대 15 미터 (590 in)까지 자라고, 체중은 약 730 ~ 1,130 킬로그램 (1,610 ~ 2,490 lb) 정도로 나간 것으로 추정치를 계산했다.

## 같이 보기
- 아나콘다
- 왕뱀
- 비단뱀속